# Kjós
Kjós (isländisch Kjósarhreppur) ist eine isländische Gemeinde in der Region Höfuðborgarsvæðið im Westen Islands.
Am 1. Januar 2023 hatte Kjós 285 Einwohner.

## Geografie

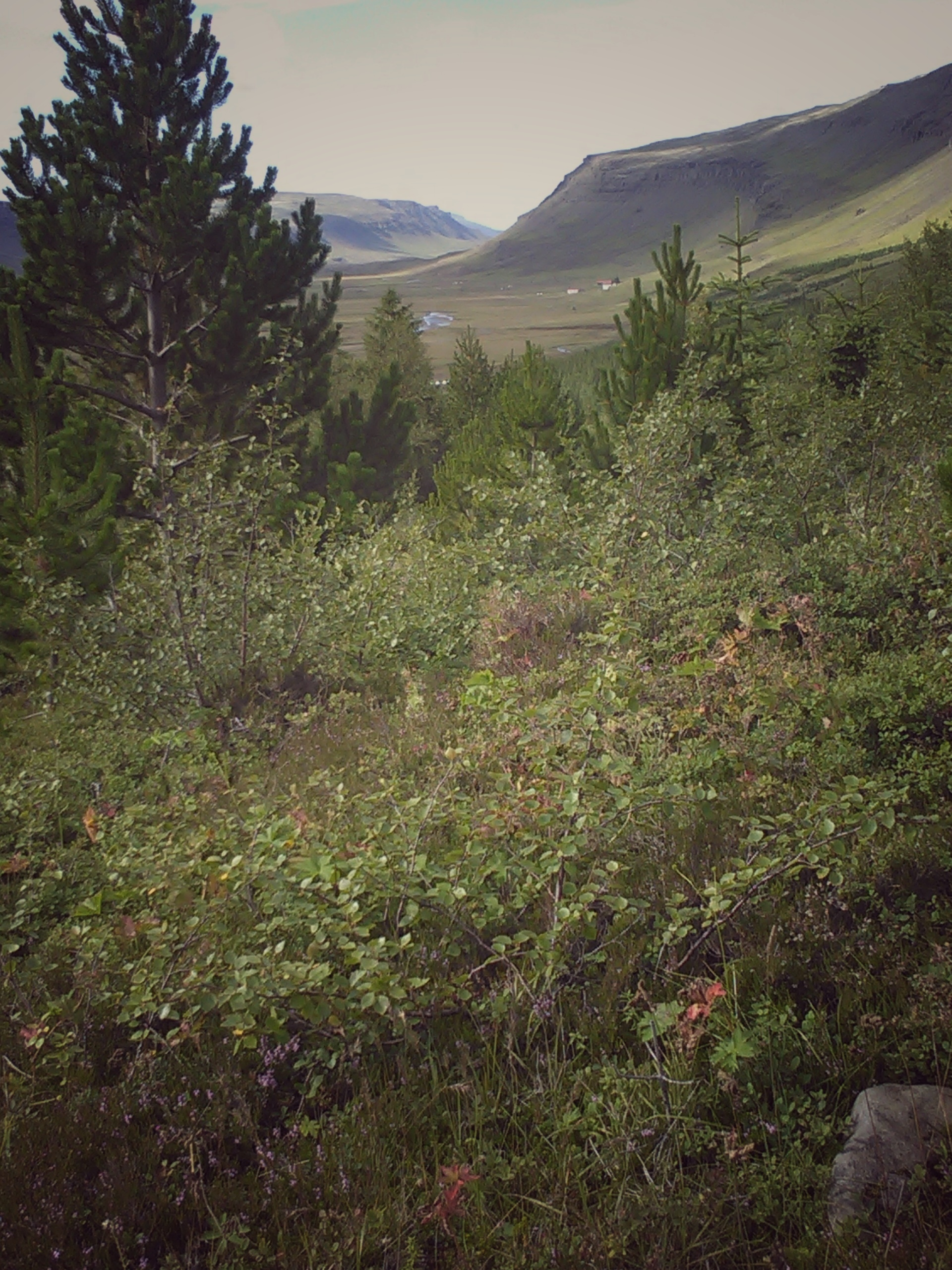
Tal Brynjudalur

An Kjós grenzt im Südwesten an die Hauptstadtgemeinde Reykjavíkurborg und liegt südlich des Hvalfjörður. Im Nordosten grenzt das Gemeindegebiet an die Gemeinde Hvalfjarðarsveit und im Osten an die Gemeinde Bláskógabyggð. Im äußersten Osten befindet sich der Berg Botnssúlur, südlich davon die Seen Sandvatn und Myrkavatn, aus dem die Öxará fließt.
Der See Meðafellsvatn befindet sich relativ zentral im Gemeindegebiet.
Auf dem Gemeindegebiet liegen die Täler Miðdalur, Eilífsdalur, Flekkudalur, Eyjadalur, Laxárdalur, Svínadalur, Fossárdalur und Brynjudalur sowie das ab 1975 angelegte und 50 ha große Waldgebiet Brynjudalsskógur.

## Verkehr und Infrastruktur

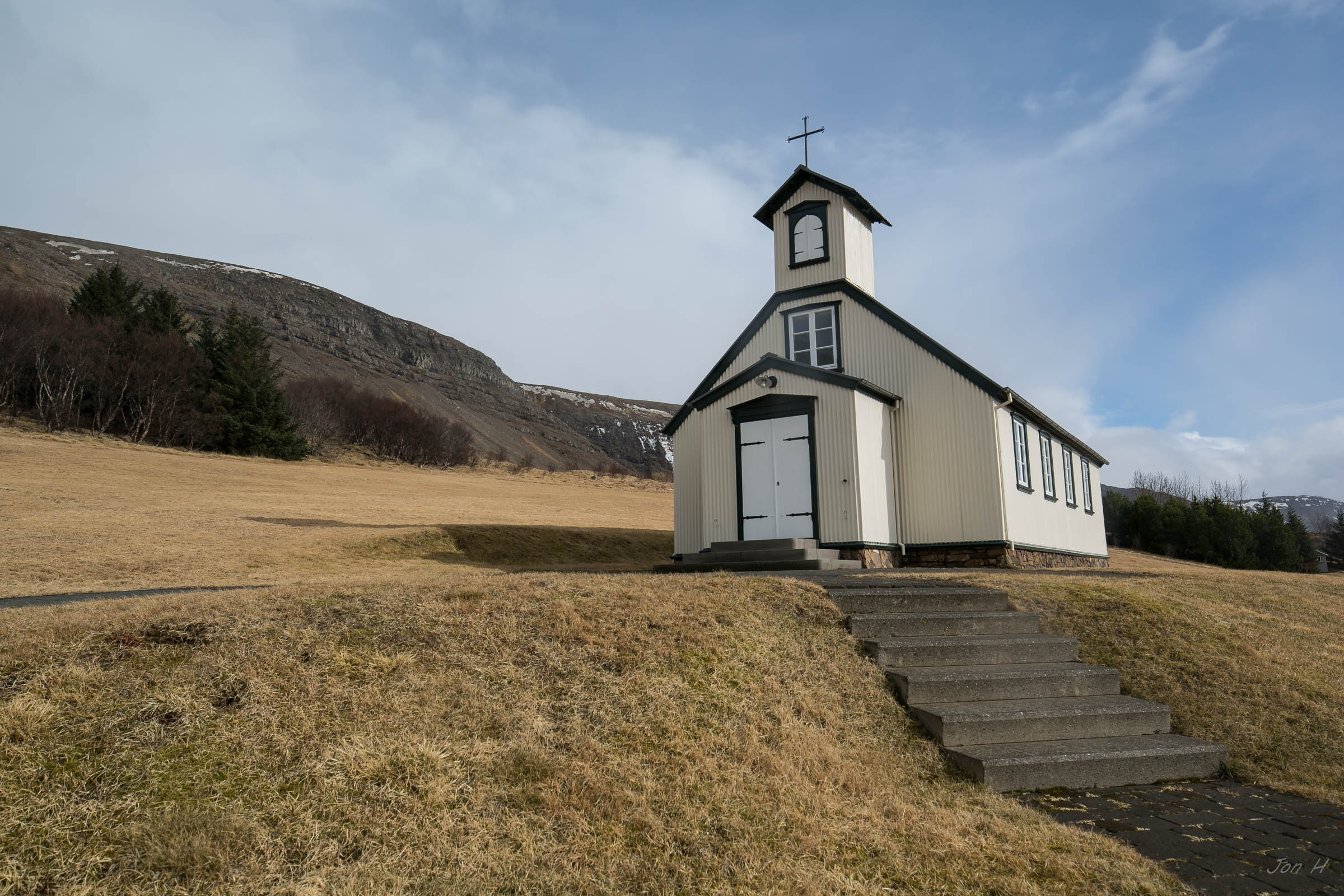
Reynivallakirkja

Das Gebiet ist über den Hvalfjarðarvegur , die entlang des Hvalfjörður führt, an den Hringvegur angebunden. Der Kjósarskarðsvegur  schafft die Verbindung zum Þingvallavegur  vom Nordteil des Gebiets nach Süden.
Die Kirche Reynivallakirkja auf dem Hof Reynivellir wurde 1859–60 aus Holz gebaut und 1959 um gut 3 m vergrößert. Bereits in dem von Bischof Pál Jónsson um 1200 angefertigten Verzeichnis aller Kirchen wurde eine Kirche auf dem Hof Reynivellir erwähnt, die vor der Reformation der hl. Maria geweiht war. 1997–99 wurde die Reynivallakirkja renoviert, wobei vor allem der Sockel und der Fußboden erneuert wurden. Das Kirchenschiff der Reynivallakirkja, die seit 1990 unter Denkmalschutz steht, ist 11,72 m lang und 6,32 m breit, und über dem Westgiebel befindet sich ein Dachreiter anstelle eines Kirchturms.
Im Wald Brynjudalsskógur werden seit 1990 Fichten zur späteren Nutzung als Weihnachtsbäume gepflanzt.